# Rousseur
Pour les articles homonymes, voir Roux.

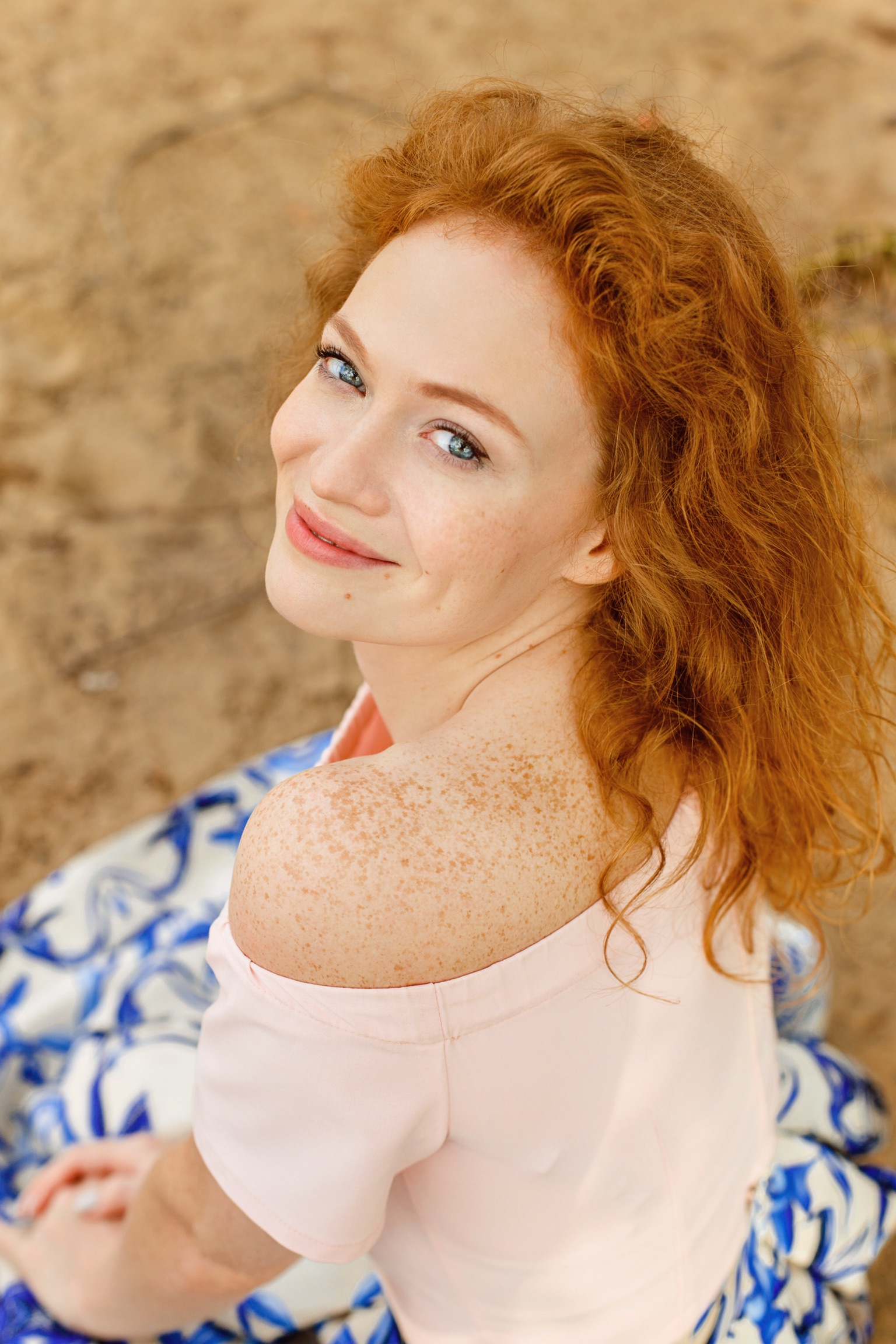
Femme rousse à la peau claire et aux taches de rousseur.

La rousseur ou le rutilisme est une caractéristique génétique responsable de l'apparition de cheveux roux, c'est-à-dire roux, rouge orangé ou rouge cuivré. La personne concernée est qualifiée de roux ou rousse,.
La présence de cheveux roux touche environ 2 % de la population humaine. Elle survient le plus fréquemment (2 à 6 %) chez les personnes dont les ancêtres viennent du nord ou du nord-ouest de l'Europe et moins fréquemment chez d'autres populations.

## Caractéristiques
La rousseur se caractérise par des cheveux rouge-orange en plus des cheveux dorés. Les personnes rousses ont tendance à avoir une peau claire et délicate, souvent avec des éphélides, aussi appelées, abusivement, taches de rousseur. Les couleurs de cheveux décrites comme rousses vont du rouge foncé, en passant par les tons orange et cuivré, jusqu'à l'or mélangé à du blond et se terminant par du rouge. Le phénomène de rougeur résulte de concentrations élevées de phéomélanine, un pigment rougeâtre, et de faibles concentrations d’eumélanine, un pigment foncé. La peau des personnes aux cheveux roux a tendance à être plus sensible aux rayons ultraviolets.
La rousseur varie du bordeaux à l'orange vif, en passant par la couleur cuivrée. Elle est caractérisée par de fortes concentrations du pigment roux phéomélanine et des concentrations assez faibles du pigment sombre eumélanine. La rousseur est le plus souvent associée à une couleur pâle de la peau, une couleur des yeux plus claire (yeux gris ou verts), des taches de rousseur, ainsi qu'une sensibilité aux rayonnements ultraviolets.
En 1997, la biochimie des cheveux roux a été découverte, démontrant qu'ils sont associés au récepteur de la mélanocortine-1 (MC1R) et aux composants du fer. On pense que le gène récessif associé est ancien. Toutes les personnes rousses présentent des variantes dans la région MC1R du chromosome 16.

## Répartition géographique

### Dans le passé
De nombreuses traces d'écrivains grecs mentionnent les personnes rousses. Un fragment du poète Xénophane décrivait les Thraces comme ayant des yeux bleus et des cheveux roux. Hérodote exposait les Budinis comme étant principalement roux. Dion Cassius présentait Boadicée, reine des Iceni, comme « grande et d'une apparence terrifiante […] une masse importante de cheveux roux […] sur ses épaules ».
Chez les Hébreux, Ésaü est connu pour sa rousseur et sa pilosité ; le roi David était également roux (avec toutefois cette restriction que le même terme désigne en hébreu les couleurs rousses et blondes),.
L'historien romain Tacite commentait les « cheveux roux des habitants de la Calédonie », qu'il mettait en relation avec certaines tribus gauloises.
En Asie, des personnes rousses ont été trouvées parmi l'ancien peuple Tokharien, qui occupait le bassin du Tarim qui fait aujourd'hui partie de Chine. Des momies du Tarim caucasiennes rousses ont également été retrouvées, datant du IIe millénaire av. J.-C..
La rousseur apparaît également chez les Polynésiens, et est banale dans certaines tribus et groupes familiaux. Dans la culture polynésienne, la rousseur a été traditionnellement vue comme un signe d'ancêtres de grande lignée, et une marque de domination,.

### Actuellement
Aujourd'hui, les personnes rousses sont plus communément localisées au nord et à l'ouest de l'Europe ; la couleur est particulièrement associée aux populations du Royaume-Uni et d'Irlande (bien que les ethnographes de l'Époque victorienne affirmaient que les Oudmourtes de la Volga étaient « les hommes les plus roux du monde »). Les personnes rousses sont communes parmi les peuples germanique et celtique.
Les roux constituent approximativement 4 % de la population européenne. L'Écosse a la plus grande proportion de personnes rousses ; 13 % de la population a les cheveux roux, et environ 40 % des habitants portent le gène récessif porteur de la rousseur. L'Irlande a la deuxième proportion la plus importante ; presque 10 % de la population irlandaise a les cheveux roux, auburn ou blond vénitien. Il est estimé que plus de 46 % de la population irlandaise porte le gène récessif de la rousseur. Une étude de 1956 sur la couleur des cheveux des recrues de l'armée britannique a également trouvé d'importants taux de personnes rousses au pays de Galles et au niveau de la frontière anglo-écossaise.
La rousseur est également assez commune chez les Ashkénazes, peut-être causée par le flux d'ADN européen durant de nombreux siècles, bien que Ésaü et David soient décrits dans la Bible comme roux. Dans la culture européenne, avant le XXe siècle, la rousseur était souvent perçue comme un trait stéréotype des Juifs : pendant l'Inquisition espagnole, toutes les personnes rousses furent identifiées comme juives. En Italie, la rousseur était associée aux Juifs italiens, et Judas était traditionnellement présenté comme roux dans les arts italien et espagnol. Les écrivains, de Shakespeare à Dickens, identifiaient leurs personnages juifs en leur donnant des cheveux roux. Le stéréotype selon lequel la rousseur est associée au judaïsme reste toujours présent dans certaines zones d'Europe orientale et de Russie.
Les peuples berbères du Maroc et du Nord de l'Algérie ont parfois des personnes rousses en leur sein. La rousseur est particulièrement importante chez les Kabyles d'Algérie, où elle atteint jusqu'à 4 %,. La princesse Lalla Salma, femme du roi du Maroc Mohammed VI, est rousse. Abd al-Rahman Ier avait également les cheveux roux, sa mère ayant été une esclave berbère chrétienne. Ils sont également nombreux chez les Rifains ou « Berbères du nord du Maroc ».
En Asie, des teintes plus ou moins foncées sont trouvables de manière sporadique, du Nord de l'Inde jusqu'au Moyen-Orient (comme en Iran, Irak, Syrie, Liban, Jordanie, Israël, Palestine), et plus rarement sur l'île d'Hirado, au Japon et en Océanie. Les cheveux roux peuvent être trouvés parmi les peuples de descendance iranienne, comme les Persans, Lors, Nouristanis et Pachtounes. L'émigration de ces populations du Moyen-Orient, de l'Asie centrale, du Nord de l'Inde et de l'Afrique du Nord a fait évoluer les taux de personnes rousses aux Amériques, en Australie, en Nouvelle-Zélande, en Afrique du Sud, ainsi qu'en d'autres zones d'Afrique et d'Europe.

## Biochimie et génétique des roux

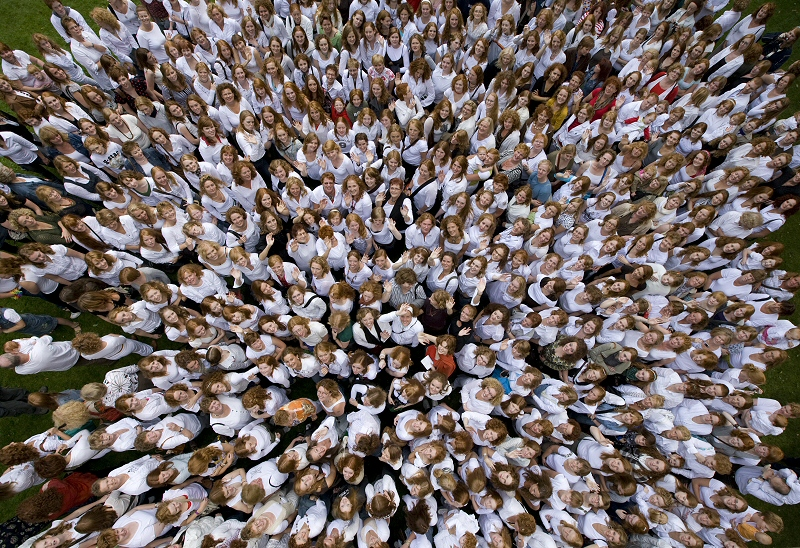
Festival des roux 2007.

Les pigments de la peau et des cheveux sont composés de différents types de mélanine. Il en existe deux grands groupes : les eumélanines (brune ou noire) et la phéomélanine (jaune-orangé à rouge en forte concentration). La phéomélanine est un précurseur de l'eumélanine ; elle est produite par tous les êtres humains durant le processus de fabrication des eumélanines. Certaines mutations génétiques ou déficits alimentaires graves bloquent le processus au stade de la phéomélanine, que le corps ne peut pas transformer en eumélanine, entraînant la rousseur. Quelqu'un avec les cheveux bruns aura beaucoup d'eumélanine, tandis qu'une personne aux cheveux cuivrés (auburn, blond vénitien, roux) aura plus de phéomélanine voire uniquement que de la phéomélanine. Suivant la luminosité des cheveux roux, on constatera une proportion plus ou moins importante de phéomélanine et d'eumélanine. La rousseur tend à devenir moins nette avec l'âge ; ce phénomène, semblable au brunissement des blonds, est sans doute lié à une augmentation de la production d'eumélanine dont le mécanisme est encore mal compris.
Au niveau européen, les blonds ont les cheveux les plus fins (et en ont le plus au cm²), tandis que les vrais roux ont les cheveux les plus épais (et en ont le moins). Il ne faut toutefois pas faire d'amalgame : il existe des roux avec des cheveux fins et un très grand nombre de cheveux. Les bruns sont entre ces deux catégories. Les gènes codant respectivement les pigments des yeux et des cheveux ne se trouvent pas sur le même chromosome.

### Cheveux
L'origine des cheveux roux (à ne pas confondre avec le blond vénitien, qui est un blond à reflets roux) fut seulement révélée en 1997. Elle est liée au gène MC1R (melanocortin-1 receptor) qui se trouve sur le chromosome 16 et dont l'allèle non muté ne conduit pas à la rousseur contrairement à cinq autres qui donnent des cheveux roux, une peau pâle et des taches de rousseur. L'âge du gène MC1R a été estimé entre 50 000 et 100 000 ans mais les recherches ont mis en évidence que les cinq mutations sont apparues dès −80 000 ans et jusqu'à −30 000 ans selon les cas (J. Rees). Or, pour pouvoir muter il y a 80 000 ans, il fallait que le gène initial existât déjà. Cela veut dire aussi qu'il y a au moins cinq origines différentes pour la rousseur et qu'une étude basée seulement sur le phénotype (la manifestation du gène, ici la rousseur) peut être fausse si elle est généralisée à tous les allèles roux sans distinction.
Les allèles de la « rousseur » ne permettent pas la synthèse finale de l'eumélanine (pigment brun-noir) à partir de la phéomélanine (pigment rouge-orangé), qui se trouve donc bloquée à ce stade et s'accumule en donnant la couleur rousse quand elle n'est pas masquée. Les allèles « défaillants » (= provoquant la couleur rousse) sont récessifs car, pour que le trait s'exprime, ils doivent être présents sur les deux gènes de la paire de chromosome 16, l'un venant de la mère et l'autre du père. Dans le cas contraire, l'allèle « normal » qui est donné par l'un des parents ou les deux, compense et conduit à l'eumélanine, qui donne les nuances de noir, de brun et de blond selon la concentration et l'action d'autres gènes.
Selon J. Rees, directeur de la recherche mentionnée ci-dessus, des incertitudes demeurent quant à la façon dont les mutations du MC1R influencent le phénotype. Les roux sont dans leur immense majorité homozygotes (ils possèdent la même mutation du MC1R sur chaque chromosome de la paire) ou hétérozygotes composés (une mutation différente du MC1R sur chaque chromosome de la paire). On trouve néanmoins de rares cas d'hétérozygotes simples (un seul chromosome de la paire porte une mutation du MC1R), et même des roux chez qui les deux MC1R ne portent aucune des cinq mutations identifiées[réf. nécessaire] ; un autre locus (l'endroit où se situe un gène) pourrait être en cause. Inversement, il existe des homozygotes ou hétérozygotes composés qui n'ont pas les cheveux roux. Ces cas sont pour l'instant inexpliqués, tout comme celui des hommes dont seule la barbe est rousse, ou des personnes qui ne présentent des poils roux qu'au pubis ou bien aux aisselles.
D'après une étude scientifique publiée dans le journal Nature Communications le 10 décembre 2018, menée sur près de 350 000 Anglais, le gène MC1R ne serait pas responsable à lui-seul de la couleur rousse. D'autres gènes joueraient dans l'expression du gène MC1R, inhibant ou non la production de phéomélanine par exemple.
Il semble qu'en Afrique et dans les pays tropicaux, un état de malnutrition grave dans les premières années de vie ou pendant la grossesse de la mère pourrait entraîner l'apparition, entre autres signes, d'une dépigmentation des cheveux provoquant un roussissement, le processus de fabrication d'eumélanine étant interrompu en chemin.

### Peau
Les caractéristiques principales des peaux de roux se situent au niveau de la distribution des pigments et de la nature de ceux-ci :
- Distribution des pigments : dans l’espèce humaine, les mélanines sont produites sous forme de granules (mélanosomes) par des cellules spécialisées (mélanocytes) qui les distribuent grâce à leurs dendrites aux cellules (kératinocytes) avoisinantes. Cette répartition permet un bronzage uniforme même chez les blonds, bien qu’il soit typiquement plus lent chez eux que chez les bruns. Chez les roux, par contre, la distribution se fait différemment : les mélanosomes se concentrent dans des espaces qui constituent les taches de rousseur (ou éphélides), alors que la peau avoisinante reste blanche. Néanmoins, beaucoup de roux étant de type mixte, ils sont capables d’un bronzage modéré à l’extérieur des taches de rousseur.
- Nature des pigments : l'absence ou la rareté du pigment brun (eumélanine) au profit du pigment orange (phéomélanine) rend la peau des personnes rousses, même dans les parties colorées, plus claire et moins protectrice contre le soleil qu’une peau bronzée à l’eumélanine[30]. D’autre part, il a été montré que sous l’effet des UV, la phéomélanine se décompose en libérant des radicaux libres qui augmentent le risque de cancérisation[31].

### Autres caractéristiques

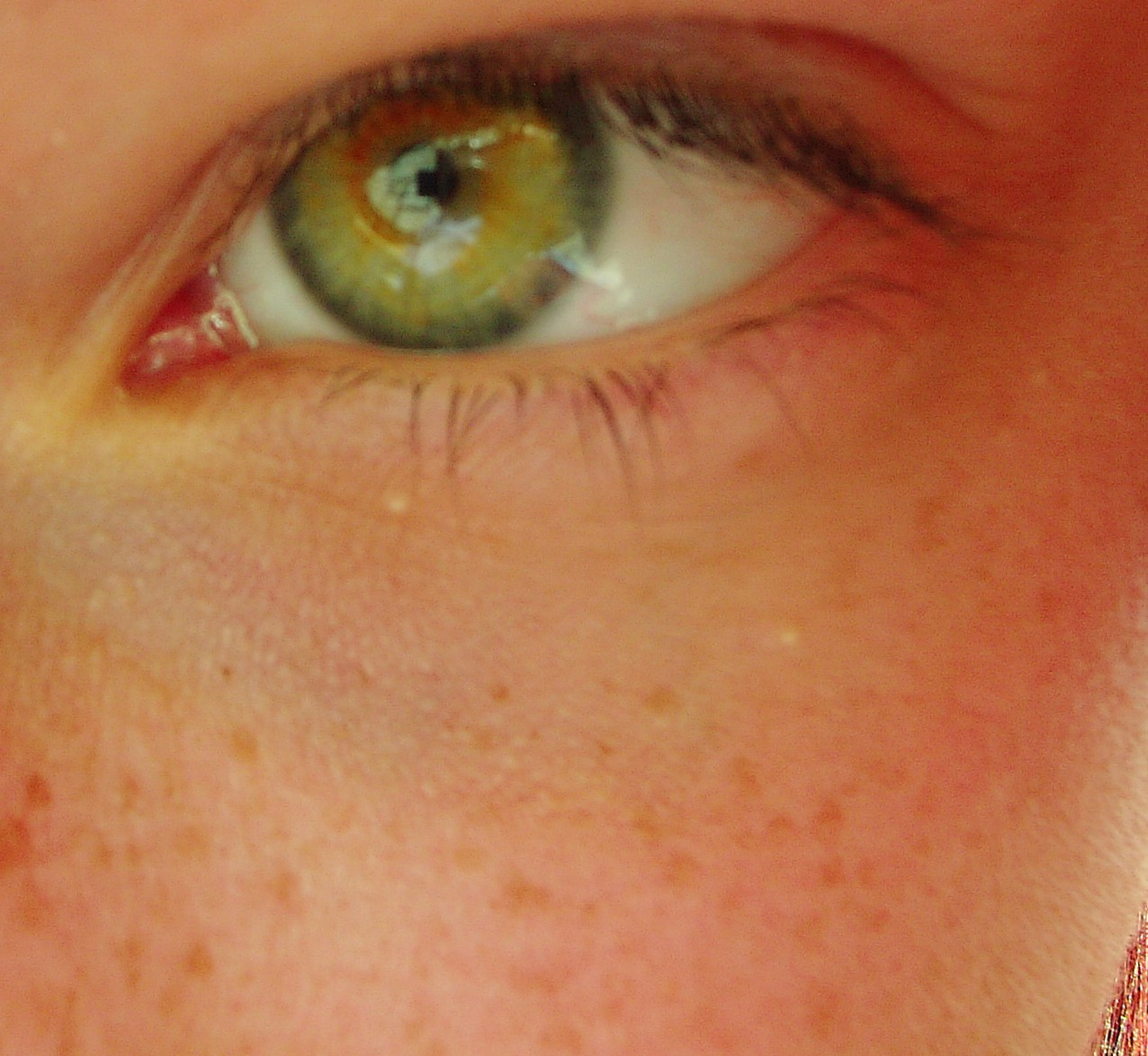
Œil et peau d'une jeune femme aux taches de rousseur.

L'expression des mutations liées à la rousseur n'induit pas uniquement — voire pas nécessairement — la couleur rouge des cheveux. Dans leurs études des familles comportant de nombreux roux en Écosse et en Irlande, les chercheurs ont remarqué la présence d'un phénotype particulier associant une peau de roux à des cheveux « aile de corbeau ». Elle implique surtout une peau lunaire, souvent couverte de taches de rousseur, dont la caractéristique principale est une hypersensibilité au Soleil (une peau rousse ne bronze pas, néanmoins elle peut dorer un peu et ne pas rester totalement blanche). Sans atteindre le degré de dangerosité de l'albinisme, la rousseur se place en deuxième position sur l'échelle des risques liés aux cancers de la peau. Cela n'est surtout vrai que pour les roux vivant dans des pays ensoleillés (notamment l'Australie, qui détient des taux de cancer de la peau record depuis quelques années). Les dermatologues déconseillent vivement aux roux de s'exposer au soleil de façon prolongée.
D’autre part, il existe une spécificité des roux quant à la sensation de douleur. Ils seraient ainsi plus sensibles à la sensation de brûlure. Il a été prouvé qu’ils avaient besoin en moyenne de plus d’anesthésique durant les opérations. Cela serait dû au fait que le récepteur de la mélanocortine fonctionne moins bien, entrainant l'augmentation d'une hormone qui stimule entre autres les centres de la douleur. Néanmoins, les femmes rousses seraient soulagées par des quantités moindres de l’analgésique pentazocine que les autres femmes et que les hommes en général.
Les femmes rousses ont un risque légèrement accru d'avoir une endométriose (maladie de l'utérus) sans que le taux de fertilité ne soit atteint.
Les roux auraient la réputation de saigner plus lors d'une intervention chirurgicale, mais cela n'a pas été prouvé de manière scientifique,.

## Occurrence

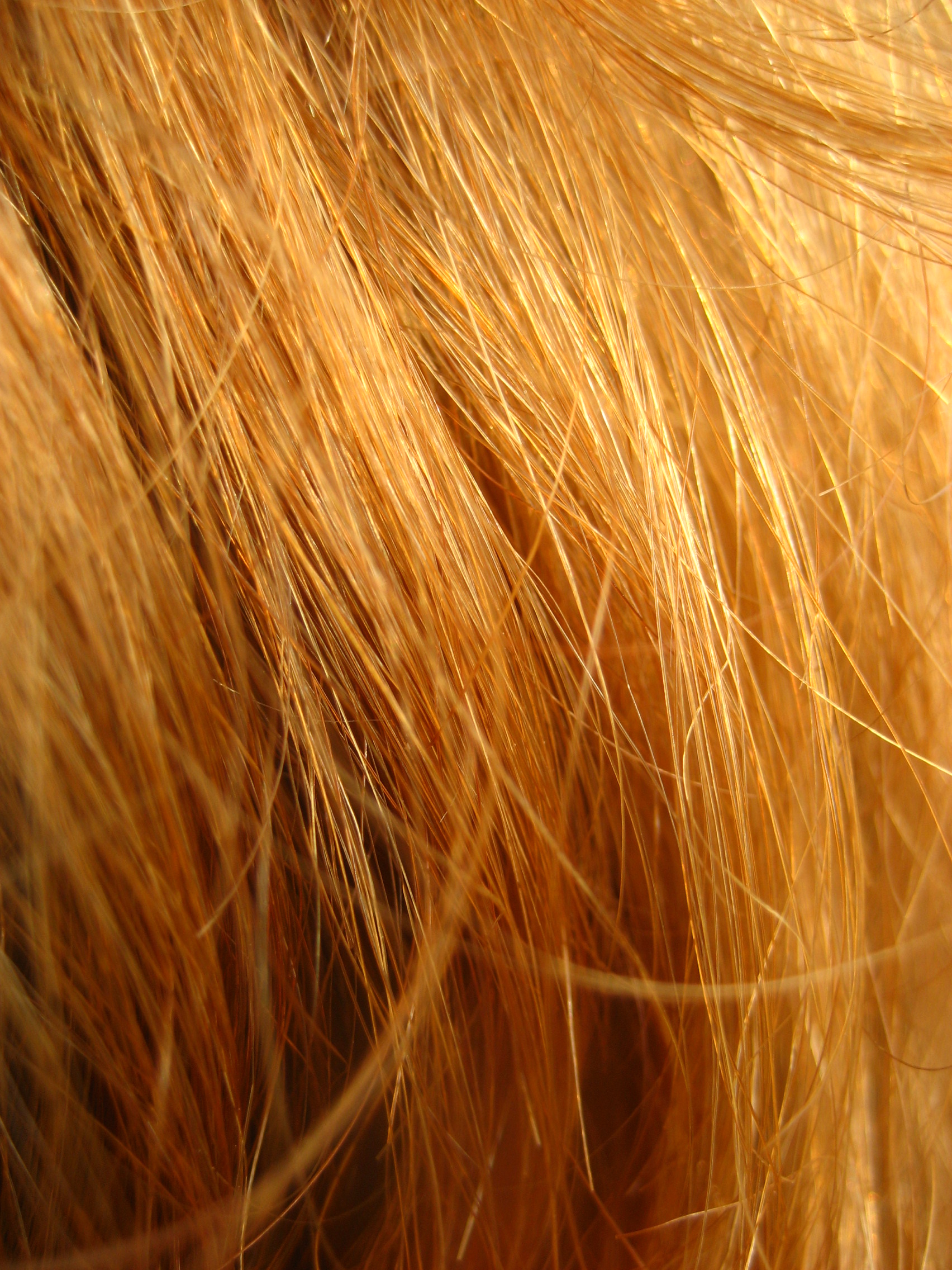
Reflets de cheveux roux en gros plan.

Chez l'être humain, le roux est une couleur de cheveux rare (moins de 1 % de la population mondiale), plus répandue dans certaines régions et populations.
On trouve ainsi une proportion élevée de roux au Royaume-Uni, Irlande, Scandinavie, ainsi que dans les zones de migration privilégiée de ces populations (Amérique de Nord, Australie). L'occurrence de la rousseur est particulièrement forte chez les populations de langue celte, d'où le nom de « gène celtique » utilisé couramment en dermatologie : l'Écosse est ainsi le pays qui détient le plus fort taux de rousseur au monde avec 13 % de la population rousse, chiffre auquel il faut ajouter celui de 40 % porteuse de ce même gène. L'Irlande vient en seconde place avec une proportion de 10 % de la population rousse et un taux de porteurs du gène équivalent (40 %). En France, le taux de personnes aux cheveux roux est d'environ 5 %.
Certains pensent que les mutations causant la rousseur étaient effectivement présentes en plus grande quantité chez les populations celtiques, mais d'autres théories proposent qu'elles aient été déjà fréquentes dans les îles Britanniques avant leur arrivée. En faveur de la première hypothèse, on peut rappeler que les Romains décrivaient les Gaulois du continent, en grande partie Celtes (mais Basques ou de langue basque en Aquitaine et Pyrénées) comme étant un peuple aux cheveux roux et blonds et à la peau couleur de lait[réf. nécessaire].
Malgré ce lien privilégié de la rousseur avec le Royaume-Uni (Écosse), il existe une proportion non négligeable de roux en Afrique du Nord, parmi les Berbères : on peut en trouver une occurrence très importante en Kabylie et dans les massifs de l'Aurès (Algérie orientale), et du Rif (Maroc septentrional).
D'autre part, les roux sont présents sur tout le pourtour de la Méditerranée, lieu d'importants brassages de populations diverses, dont slaves, germaniques et anatoliennes. J. Rees fait remarquer que le gène MC1R présente de nombreuses variantes (dues à diverses mutations) dans l'ensemble de l'espèce humaine. La rousseur existe aussi chez les populations d'Afrique noire, issues d'une population sélectionnée pour sa résistance au rayonnement solaire chez qui ces variantes sont rares. Des foyers de roux peuvent donc théoriquement naître indépendamment les uns des autres par la rencontre de deux individus possédant les mutations idoines.
Les Néandertaliens seraient roux le gène MC1R étant présent chez eux. Cependant, la rousseur des Néandertaliens et celle des Cro-Magnons (homme moderne) ne serait pas due à une transmission, mais à une évolution convergente : « le gène rencontré sur les deux fossiles comporte une mutation qu'on ne retrouve pas chez l'humain moderne […] Confrontés à des climats semblables, les deux espèces ont donc évolué de la même façon ».

## Culture et société

### Stéréotypes positifs

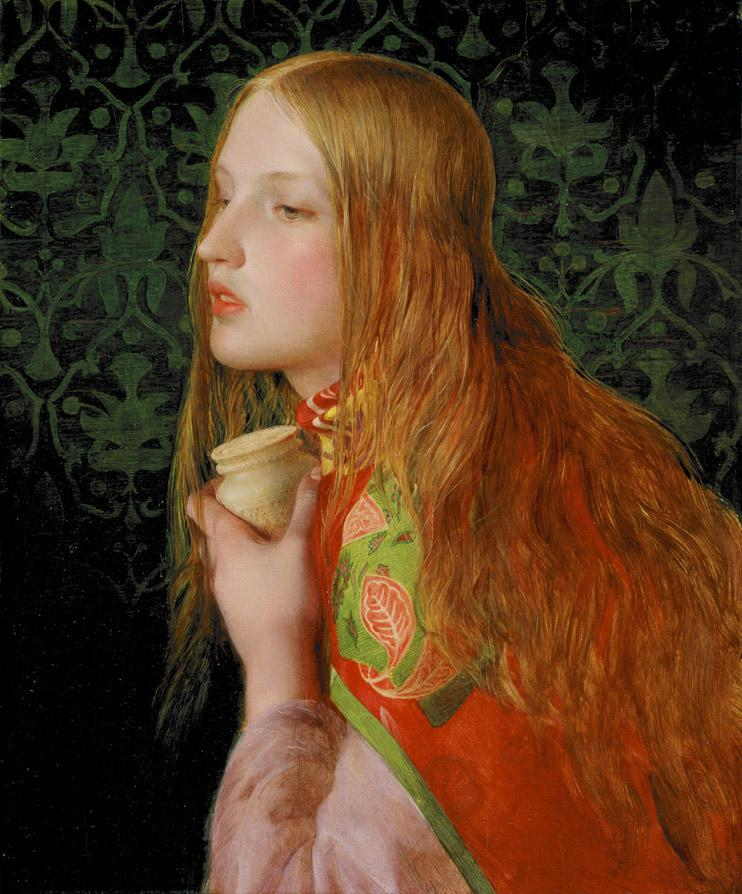
Marie Madeleine est souvent représentée dans ses portraits avec de longs cheveux roux, comme ici sur une toile d'Anthony Frederick Augustus Sandys.

Botticelli et nombre d'autres peintres « italiens » de la Renaissance prenaient quant à eux pour modèle des femmes rousses ou d'un blond vénitien. La rousseur est l'une des caractéristiques de beauté pour la peinture de cette époque. Justement, pour obtenir des cheveux d’un blond vénitien (un blond teinté de roux, aux reflets dorés et cuivrés), les femmes se décoloraient les cheveux par un mélange à base d'urine humaine ou animale (urine de chat ou de cheval) puis se les coloraient à l'aide d'une poudre colorante à base de safran, de citron, de jus de racine de rhubarbe, et enfin les exposaient au soleil pour favoriser la réaction chimique et le séchage. Au XVIe siècle, le peintre Cesare Vecellio en parle dans ces termes : « À Venise, aux heures où le soleil tape le plus fort, les femmes se forcent à brûler sous ses rayons, enduisant leurs cheveux d’un certain élixir de jeunesse… Elles portent des chapeaux en paille dont elles ne gardent que la visière, pour protéger la pâleur de leurs visages tout en exposant leurs chevelures ».

### Stéréotypes négatifs
Les personnes rousses sont parfois victimes de stéréotypes négatifs. Par exemple, on prétend qu'elles sentent mauvais. Jadis, cette couleur de cheveux symbolisait la tromperie, par association au renard, couramment appelé "le roux". Voire, un esprit maléfique. C'est pourquoi, on pense que certains ont pu être victimes de génocides, ce que Montesquieu relate de façon fantaisiste dans De l'esprit des lois :  les Egyptiens "faisaient mourir tous les hommes roux qui leur tombaient entre les mains."

## Personnalités rousses
- La princesse Marie-Thérèse de Bourbon, infante d'Espagne, Dauphine (1726-1746)
- Le prince et duc britannique Henry de Sussex (surnommé "Le prince Harry")
- Le Shah de Perse Ismaïl Ier
- La duchesse britannique Sarah Ferguson
- L'écrivain français Jules Renard
- Le peintre Vincent van Gogh
- L'ancien vice-président irakien Izzat Ibrahim al-Douri
- Le compositeur Antonio Vivaldi (surnommé « le prêtre roux »)
- Les réalisateurs Woody Allen, Ron Howard
- Les actrices Katharine Hepburn, Maureen O'Sullivan, Rita Hayworth, Rhonda Fleming, Shirley MacLaine, Marlène Jobert, Susan Sarandon, Isabelle Huppert, Julianne Moore, Marcia Cross, Nicole Kidman, Isla Fisher, Jessica Chastain, Audrey Fleurot
- Les acteurs David Caruso, Benedict Cumberbatch, Michael Fassbender, Jesse Tyler Ferguson, Domhnall et Brendan Gleeson, Rupert Grint, Michael C. Hall, Damian Lewis, Ewan McGregor, Chuck Norris
- Les chanteuses Geri Halliwell (du groupe Spice Girls), Bette Midler
- Les chanteurs Mick Hucknall (du groupe Simply Red), Elton John, Axl Rose, Ed Sheeran, Jimmy Somerville
- Les footballeurs Robert Herbin, Paul Scholes
- Le tennisman Boris Becker
- L'homme politique français Adrien Quatennens

## Personnages de fiction
- Renard, nom du Goupil, héros du conte médiéval Le Roman de Renart, qui à terme donnera son nom à l'animal.
- Poil de Carotte, héros du roman de Jules Renard.
- La famille Castagner du film Le Petit Baigneur.
- Moïra, roman de Julien Green publié en 1950.
- Zora, la rousse, héroïne du roman et de la série télévisée du même nom.
- Ron Weasley, personnage de l'univers d'Harry Potter créé par J. K. Rowling.